# Тунгуско плато
Тунгу̀ското плато (на руски: Тунгусское плато) е плато в Среден Сибир, заемащо западната част на обширното Средносибирско плато, простиращо се в западната част на Красноярски край в Русия. На запад се спуска стръмно към долината на река Енисей, а на изток няма ясно изразена граница с платото Сиверма. На север долината на река Курейка (десен приток на Енисей) го отделя от платото Путорана, а на юг долината на река Подкаменна Тунгуска (също десен приток на Енисей) – от Енисейското възвишение. От най-долното течение на река Долна Тунгуска се разделя на 2 половини – Северна и Южна. Средна надморска височина 600 – 800 m, максимална 866 m (65°00′02″ с. ш. 91°36′16″ и. д. / 65.000556° с. ш. 91.604444° и. д.), разположена в южната част на Северната половина. Изградено е от палеозойски седиментни скали, пронизани от пластови интрузивни гранити, образуващи характерните за Средносибирското плато трапи. Най-голямата река извираща от него е Бахта (десен приток на Енисей). Други по-големи раки са: Ерачимо, Нимде, Кочумдек, Тутончана, Дегали и Учами (притоци на Долна Тунгуска); Столбовая и Кондрома (десни притоци на Подкаменна Тунгуска). Покрито е изцяло с лиственична тайга, а най-високите му части са заети от планинска тундра.

## Национален Атлас на Русия
- Средносибирско плато, север[2]
- Средносибирско плато, юг[3]